# Ік (Аляска)
Ік (англ. Eek) — місто (англ. city) в США, в окрузі Бетел штату Аляска. Населення — 404 особи (2020).

## Географія
Ік розташований за координатами 60°12′51″ пн. ш. 162°1′50″ зх. д. / 60.21417° пн. ш. 162.03056° зх. д. (60.214050, -162.030483).  За даними Бюро перепису населення США в 2010 році місто мало площу 2,68 км², з яких 2,36 км² — суходіл та 0,32 км² — водойми. В 2017 році площа становила 1,92 км², з яких 1,68 км² — суходіл та 0,24 км² — водойми.

## Демографія
Згідно з переписом 2010 року, у місті мешкало 296 осіб у 91 домогосподарстві у складі 65 родин. Густота населення становила 111 осіб/км².  Було 101 помешкання (38/км²).
Расовий склад населення:
| - 97,6 % — корінних американців - 2,4 % — білих |

До двох чи більше рас належало 0,0 %. Частка іспаномовних становила 1,0 % від усіх жителів.
За віковим діапазоном населення розподілялося таким чином: 35,1 % — особи молодші 18 років, 56,8 % — особи у віці 18—64 років, 8,1 % — особи у віці 65 років та старші. Медіана віку мешканця становила 27,5 року. На 100 осіб жіночої статі у місті припадало 112,9 чоловіків;  на 100 жінок у віці від 18 років та старших — 123,3 чоловіків також старших 18 років.
Середній дохід на одне домашнє господарство  становив 46 836 доларів США (медіана — 39 063), а середній дохід на одну сім'ю — 50 960 доларів (медіана — 43 750). Медіана доходів становила 41 250 доларів для чоловіків та 35 625 доларів для жінок. За межею бідності перебувало 21,2 % осіб, у тому числі 25,3 % дітей у віці до 18 років та 5,0 % осіб у віці 65 років та старших.
Цивільне працевлаштоване населення становило 109 осіб. Основні галузі зайнятості: публічна адміністрація — 32,1 %, освіта, охорона здоров'я та соціальна допомога — 30,3 %, транспорт — 12,8 %, роздрібна торгівля — 7,3 %.